# Tomas Jönsson (museiman)
Tomas Jönsson, född 6 februari 1947, är en svensk museiman. 
Han har arbetat som intendent på Örebro läns museum 1976-1986, som avdelningschef på Östergötlands museum 1986-1991, som museichef på Norrköpings stadsmuseum 1991-1999 och som länsmuseichef på Värmlands Museum 1999-2009. En av grundarna till Riksförbundet Sveriges museer. Mottog 2005 priset Årets museum för Värmlands Museum och utsågs samma år till Årets Värmlänning.